# CINEMA fairbindet
CINEMA fairbindet ist der entwicklungspolitischer Sonderfilmpreis des Bundesministerium für wirtschaftliche Zusammenarbeit und Entwicklung (BMZ) im Rahmen der Berlinale.
Die internationalen Filmfestspiele in Berlin (Berlinale) stellen durch ihre Reichweite und ihr internationales Renommee einen bedeutenden Ort des Dialogs, der kreativen Interaktion und der internationalen Vernetzung dar und sind zugleich das weltweit größte Publikumsfestival.
Entwicklungspolitische Themen werden bereits seit Jahren in Filmen der Berlinale aufgegriffen. Sowohl durch die Programmgestaltung der Filmfestspiele als auch durch Rahmenprogramme mit verschiedenen Projekten und Veranstaltungen wird ihnen ein Raum gegeben, in dem sie sektionsbezogen thematisiert und diskutiert werden.
Der entwicklungspolitische Filmpreis CINEMA fairbindet, gesponsert vom Bundesministerium für wirtschaftliche Entwicklung und Zusammenarbeit (BMZ) ist der erste sektionsübergreifende Filmpreis der Berlinale.

## Award
Die Auszeichnung beinhaltet neben einem Preisgeld die Durchführung einer deutschlandweiten Roadshow des Gewinnerfilms. In bis zu 25 Städten bietet die CINEMA fairbindet Roadshow in der zweiten Jahreshälfte Kinovorstellungen mit einem informativen Rahmenprogramm.

## Ziel
Der Preis zielt darauf ab, die breite Öffentlichkeit mit entwicklungspolitisch interessanten Themen in den Schwerpunkten der deutschen Entwicklungspolitik wie Bildung, Gesundheit, ländliche Entwicklung, gute Regierungsführung, Klimaschutz etc. zu erreichen und damit Entwicklungspolitik als gesamtgesellschaftliche Aufgabe zu verankern. Die nominierten Filme greifen thematisch bezogene Elemente künstlerisch und inhaltlich auf.
Es sollen gerade die Filme ausgezeichnet werden, die Menschen über Länder- und Sprachgrenzen hinweg verbinden und neue Ideen und Perspektiven, auch für das deutsche Publikum, aufzeigen. Die Zuschauer sollen angesprochen werden und Zusammenhänge zwischen ihrem Leben und den im Film dargestellten Lebensbedingungen erkennen. Die Filme sollen die Lebensrealität in den Ländern klischeefrei darstellen und sollen dadurch auch einen Beitrag zur Bildungsarbeit in Deutschland leisten. Weiterhin fördert der Filmpreis während der Berlinale einen Dialog zwischen dem Kinopublikum, den anwesenden Regisseuren und Experten im Bereich der Entwicklungszusammenarbeit.

## Geschichte
2013 verlieh der frühere Bundesentwicklungsminister Dirk Niebel den Preis an die palästinensischen Schauspielerinnen und der Regisseur: Udi Aloni, Mariam Abu-Khaled und Batoul Taleb für ihren Film  Art/Violence. In ihrem Werk setzten sie ihre Trauer um den ermordeten arabisch-jüdischen Begründer des Freedom Theatres, Juliano Mer-Khamis, in künstlerische Rebellion gegen patriarchalische Unterdrückung und die israelische Besatzung um. 2012 wurde der Dokumentarfilm Call Me Kuchu der Regisseurinnen Katherine Fairfax Wright und Malika Zouhali-Worrall ausgezeichnet. Der Film zeigt das Leben und den Kampf von schwulen und lesbischen Aktivisten in Uganda rund um den Menschenrechtsaktivisten und ersten offen schwul lebenden Mann in Uganda, David Kato. 2011 ging der Preis an den iranischen Regisseur Mohammad Ali Talebi für seinen Kinderfilm Bad o meh – Wind und Nebel, der sich mit den Auswirkungen von Krieg – besonders auf Kinder – beschäftigt.
Der Filmpreis „CINEMA fairbindet“ wurde 2011 durch die Deutsche Gesellschaft für Internationale Zusammenarbeit (GIZ) im Auftrag des Bundesministeriums für wirtschaftliche Zusammenarbeit und Entwicklung (BMZ) ins Leben gerufen. Arsenal – Institut für Film und Videokunst e. V. und die Bundeszentrale für politische Bildung (bpb) sind Kooperationspartner, die Deutsche Welle unterstützt den Filmpreis als Medienpartner.

## Jury
Eine unabhängige internationale Jury, bestehend aus Film- und Medienschaffenden, wählt den Siegerfilm aus. Die Filmnominierungen werden vorab durch die Leiter der verschiedenen Berlinale-Sektionen vorgenommen.
| Jahr | Jurymitglieder                                                  |
| ---- | --------------------------------------------------------------- |
| 2014 | Djo Munga, Rania Stephan, Ernst Szebedits                       |
| 2013 | Charles Achaye-Odong, Thomas Heinze, Djo Munga, Ernst Szebedits |
| 2012 | Hala Galal, Thomas Heinze, Ernst Szebedits, Dima Tarhini        |
| 2011 | Gerda Meuer, Ernst Szebedits, Gaston Kaboré, Ina Paule Klink    |

## Preisträger
| Jahr | Preisträger                | Regie                                            | Land                           |
| ---- | -------------------------- | ------------------------------------------------ | ------------------------------ |
| 2014 | Concerning Violence        | Göran Hugo Olsson                                | Schweden                       |
| 2013 | Art/Violence               | Udi Aloni, Mariam Abu-Khaled, Batoul Taleb,      | Palästinensische Gebiete / USA |
| 2012 | Call Me Kuchu              | Katherine Fairfax Wright, Malika Zouhali-Worrall | Uganda / USA                   |
| 2011 | Bad o meh – Wind und Nebel | Mohammad Ali Talebi                              | Iran                           |

### CINEMA fairbindet 2014
2014 ging der Preis an den Film Concerning Violence vom schwedischen Dokumentarfilmer und Fernsehjournalist Göran Hugo Olsson.
Der Film handelt von der afrikanischen Freiheitsbewegung der 1960er und 1970er Jahre und kombiniert neu entdecktes Archivmaterial über die gewaltsame Konfrontation mit den Kolonialmächten mit Zitaten von Frantz Fanons „Die Verdammten dieser Erde“, vorgelesen von Lauryn Hill.